# Фарина, Джузеппе
Эми́лио Джузе́ппе (Нино) Фари́на (итал. Emilio Giuseppe (Nino) Farina, 30 октября 1906, Турин — 30 июня 1966, Шамбери) — итальянский автогонщик. Победитель первого официального Гран-при в истории чемпионатов мира Формулы-1 и первый чемпион мира в этих гонках.

## Биография
Фарина родился в Турине 30 октября 1906 года. Получил прозвище Нино. Был племянником Баттисты Фарины, основателя компании Pininfarina. Начал карьеру гонщика в гонках по подъёму на холм и в кольцевых гонках в составе команды Maserati. Затем перешёл в Alfa Romeo, вторым номером после Тацио Нуволари. Одержал первую большую победу в 1940 году — Гран-при Триполи в Ливии. Вынужден был прервать карьеру на 8 лет из-за Второй мировой войны.
После войны Фарина в 1948 году на частной Maserati одержал победы в Монако, Женеве и Мар-дель-Плата, и на этой же машине вышел на старт следующего сезона, придя к финишу первым на Гран-при Лозанны; в том же году он выступил и за Ferrari, приведя Tipo 166 к победе на Гран-при Розарио.
В составе заводской команды Alfa Romeo, одержав три победы в шести европейских этапах (на Гран-при Великобритании, Швейцарии и Италии), Фарина стал чемпионом мира, опередив Хуана-Мануэля Фанхио на три очка.
В 1951 году Фарина одержал всего одну победу, уступив в чемпионате Фанхио и двум гонщикам Ferrari. В 1952 году Фарина перешёл в Ferrari, но уступил в чемпионате своему более молодому напарнику Альберто Аскари — 2-е место в итоговом зачёте.
В чемпионате 1953 года Фарина занял третье место, одержав в нём всего одну победу — в Гран-при Германии 1953 года (после потери колеса). В 1954 году он попал в серьёзную аварию на Монце и не смог продолжить сезон. Вернувшись в гонки в 1955 году, даже несмотря на вынужденную необходимость прибегнуть к помощи морфия, потребовавшуюся ему, чтобы завершить Гран-при Аргентины 1955 года, по ходу которого он сменил две машины. Полученные травмы вынудили его в конце года объявить о своём уходе.
В 1956 году Фарина принял участие в гонке Индианаполис 500, но не прошёл квалификацию и на этом окончательно завершил карьеру автогонщика.
Фарина погиб в дорожной аварии в 1966 году, направляясь на Гран-при Франции.

## Результаты в чемпионате мира среди гонщиков
| Легенда к таблице |                                                                    |
| --- | ------------------------------------------------------------------ |
| В таблице перечислены результаты всех Гран-при Формулы-1, в которых принимал участие гонщик. Строками таблицы являются сезоны, столбцами — этапы чемпионата мира. В каждой клетке указаны сокращённое название этапа и результат, дополнительно обозначенный цветом. Расшифровка обозначений и цветов представлена в нижеследующей таблице. |                                                                    |
| \| Пример \| Описание \| \| ------------ \| ------------------------------------------------------------------ \| \| 1 \| Победитель \| \| 2 \| Второе место \| \| 3 \| Третье место \| \| 5 \| Финишировал, заработав очки \| \| Сход \| Не финишировал, но при этом заработал очки \| \| 12 \| Финишировал, не получив очков \| \| НКЛ \| Финишировал, но не попал в финальную классификацию \| \| 15 \| Участвовал вне зачёта, либо по отдельной классификации \| \| 18 \| Не финишировал, но попал в финальную классификацию \| \| Сход \| Не финишировал \| \| НКВ \| Не прошёл квалификацию \| \| НПКВ \| Не прошёл предквалификацию \| \| ДСК \| Дисквалифицирован \| \| ИСК \| Исключён из протокола соревнований \| \| ТТ \| Заявлен для участия только в тренировках \| \| НС \| Участвовал в квалификации, но не стартовал в гонке \| \| Т \| Травмирован или болен \| \| ОТК \| Отказ от участия \| \| НТР \| Прибыл на соревнования, но на трассу не выезжал \| \| НПР \| Был заявлен в числе участников, но не прибыл к началу соревнований \| \| О \| Соревнования отменены \| \| \| Не участвовал \| \| Поул-позиция \| \| \| Быстрый круг \| \| |                                                                    |
| Пример | Описание                                                           |
| 1 | Победитель                                                         |
| 2 | Второе место                                                       |
| 3 | Третье место                                                       |
| 5 | Финишировал, заработав очки                                        |
| Сход | Не финишировал, но при этом заработал очки                         |
| 12 | Финишировал, не получив очков                                      |
| НКЛ | Финишировал, но не попал в финальную классификацию                 |
| 15 | Участвовал вне зачёта, либо по отдельной классификации             |
| 18 | Не финишировал, но попал в финальную классификацию                 |
| Сход | Не финишировал                                                     |
| НКВ | Не прошёл квалификацию                                             |
| НПКВ | Не прошёл предквалификацию                                         |
| ДСК | Дисквалифицирован                                                  |
| ИСК | Исключён из протокола соревнований                                 |
| ТТ | Заявлен для участия только в тренировках                           |
| НС | Участвовал в квалификации, но не стартовал в гонке                 |
| Т | Травмирован или болен                                              |
| ОТК | Отказ от участия                                                   |
| НТР | Прибыл на соревнования, но на трассу не выезжал                    |
| НПР | Был заявлен в числе участников, но не прибыл к началу соревнований |
| О | Соревнования отменены                                              |
| | Не участвовал                                                      |
| Поул-позиция |                                                                    |
| Быстрый круг |                                                                    |

| Сезон | Команда          | Шасси                   | Двигатель                  | Ш | 1        | 2        | 3        | 4        | 5          | 6        | 7        | 8       | 9     | Место | Очки    |
| ----- | ---------------- | ----------------------- | -------------------------- | - | -------- | -------- | -------- | -------- | ---------- | -------- | -------- | ------- | ----- | ----- | ------- |
| 1950  | SA Alfa Romeo    | Alfa Romeo 158          | Alfa Romeo 158 1,5 L8S     | P | ВЕЛ 1    | МОН Сход | 500      | ШВА 1    | БЕЛ 4      | ФРА 7    | ИТА 1    |         |       | 1     | 30      |
| 1951  | SA Alfa Romeo    | Alfa Romeo 159A         | Alfa Romeo 158 1,5 L8S     | P | ШВА 3    | 500      | БЕЛ 1    | ФРА (5)  |            |          | ИТА 3    |         |       | 4     | 19 (22) |
| 1951  | SA Alfa Romeo    | Alfa Romeo 159B         | Alfa Romeo 158 1,5 L8S     | P |          |          |          |          | ВЕЛ (Сход) | ГЕР Сход |          |         |       | 4     | 19 (22) |
| 1951  | SA Alfa Romeo    | Alfa Romeo 159M         | Alfa Romeo 158 1,5 L8S     | P |          |          |          |          |            |          | ИТА Сход | ИСП 3   |       | 4     | 19 (22) |
| 1952  | Scuderia Ferrari | Ferrari 500             | Ferrari 500 2,0 L4         | P | ШВА Сход | 500      | БЕЛ 2    | ФРА 2    | ВЕЛ 6      | ГЕР 2    | НИД 2    | ИТА (4) |       | 2     | 24 (27) |
| 1953  | Scuderia Ferrari | Ferrari 500             | Ferrari 500 2,0 L4         | P | АРГ Сход | 500      | НИД 2    | БЕЛ Сход | ФРА (5)    | ВЕЛ (3)  | ГЕР 1    | ШВА 2   | ИТА 2 | 3     | 26 (32) |
| 1954  | Scuderia Ferrari | Ferrari 625             | Ferrari 107 2,5 L4         | P | АРГ 2    | 500      |          |          |            |          |          |         |       | 8     | 6       |
| 1954  | Scuderia Ferrari | Ferrari 553 Squalo      | Ferrari 106 2,5 L4         | P |          |          | БЕЛ Сход | ФРА      | ВЕЛ        | ГЕР      | ШВА      | ИТА     | ИСП   | 8     | 6       |
| 1955  | Scuderia Ferrari | Ferrari 625             | Ferrari 107 2,5 L4         | Е | АРГ 2    | МОН 4    | 500      |          |            |          |          |         |       | 5     | 101⁄3   |
| 1955  | Scuderia Ferrari | Ferrari 555 Supersqualo | Ferrari 106 2,5 L4         | Е | АРГ 3    |          |          | БЕЛ 3    | НИД        | ВЕЛ      |          |         |       | 5     | 101⁄3   |
| 1955  | Scuderia Ferrari | Lancia Ferrari D50      | Lancia Ferrari DS50 2,5 V8 | Е |          |          |          |          |            |          | ИТА ОТК  |         |       | 5     | 101⁄3   |
| 1956  | Bardahl Ferrari  | Kurtis Kraft 500D       | Ferrari 4,5 L6             | F | АРГ      | МОН      | 500 НКВ  | БЕЛ      | ФРА        | ВЕЛ      | ГЕР      | ИТА     |       | —     | 0       |

### Комментарии
1. ↑  До 1990 года в зачёт чемпионата мира в гонках Формулы-1 шли не все очки, заработанные гонщиком, а лишь несколько лучших результатов (см. Система начисления очков в Формуле-1). Число вне скобок означает очки, зачтённые в чемпионате, число в скобках обозначает общее количество очков, заработанных гонщиком в сезоне.
2. ↑  Совершил «хет-трик»: стартовал с поул-позиции, показал быстрый круг в гонке и победил.
3. 1 2  Сошел на 6 круге, взял автомобиль Бонетто.
4. ↑  Сошел на 16 круге, после чего взял автомобиль Симона, но также сошел.
5. 1 2  После 50 кругов из-за плохого самочувствия передал автомобиль Мальоли, затем за 20 кругов до финиша взял у Трентиньяна болид, который тот в свою очередь взял у Гонзалеса. Поделил очки за второе место с Трентиньяном и Гонзалесом (2 очка), а также очки за третье место с Трентиньяном и Мальоли (11⁄3 очка), так как они управляли болидом, на котором Фарина стартовал.